# Jules Auber
Pour les articles homonymes, voir Auber.
Joseph Pierre Jules Auber, généralement appelé Jules Auber, est un homme politique français né le 29 avril 1867 à Saint-Paul de La Réunion et mort le 5 juin 1928 à Paris.

## Biographie
Médecin de profession, il commence sa carrière politique le 6 mai 1904 en se présentant aux municipalités de Saint-Denis où il sera élu. Il est élu député de La Réunion en 1905 mais ne se représente pas aux élections législatives du 27 mai 1906.
En 1908, Jules Auber décide de ne pas se représenter aux municipalités, il prend la direction du service de santé et d'hygiène de la Réunion".
Il entre ensuite au Sénat français en tant que sénateur de La Réunion le 18 janvier 1920 puis est réélu le 9 janvier 1921, ce qui l'amène à exercer ses fonctions jusqu'à son décès. Auparavant, il exerce également en tant que président du conseil général de La Réunion.

## Œuvres et publications[6]
- Programme des produits chimiques et pharmaceutiques, Imprimerie Serre et Ricome, 1892
- La cocaïne en chirurgie, G. Steinheil, 1892

## Distinctions[7]
- Ordre national de la Légion d'honneur :
  - 1909 : Chevalier
  - 1919 : Officier
- Ordre du Mérite agricole :
  - ? : chevalier
- Médaille d'honneur du service de santé des armées